# 米国-香港政策法
- アメリカ-香港政策法
- アメリカ合衆国-香港政策法
- 米-香港政策法

米国-香港政策法（べいこく ほんこんせいさくほう、英語: United States–Hong Kong Policy Act、合衆国法典第22編第66条 22 U.S.C. § 66）は、アメリカ合衆国が香港の扱い方を規定した法律である。1992年にアメリカ合衆国議会を通過し、1997年7月1日、香港が中国に返還されると同時に効力が発生した。

## 内容
1997年7月1日に、香港がイギリスから中華人民共和国に返還され、中華人民共和国の特別行政区となることで、中国本土(中国政府側)との外交においても複雑化することが懸念されたため、アメリカ合衆国連邦政府としての香港の扱い方が法律として規定された。